# Вайльхайм-ин-Обербайерн
Ва́йльхайм-ин-О́бербайерн (нем. Weilheim in Oberbayern) — город в Германии, районный центр, расположен в земле Бавария.
Подчинён административному округу Верхняя Бавария. Входит в состав района Вайльхайм-Шонгау. Население составляет 21 649 человек (на 31 декабря 2010 года). Занимает площадь 55,44 км². Официальный код — 09 1 90 157.
Город подразделяется на 3 городских района.

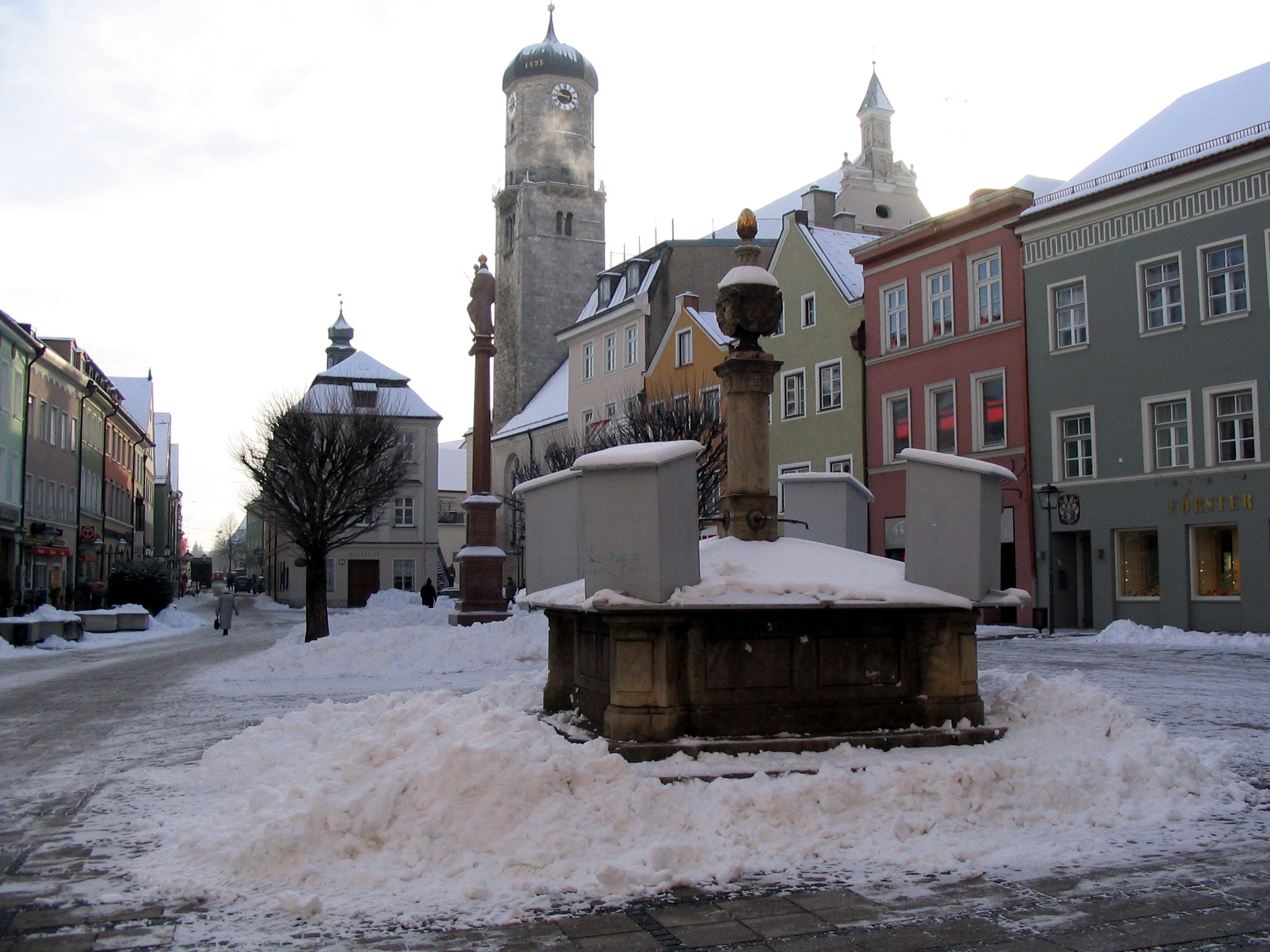
Мариенплац в Вайльхайме

## Предприятия
- Zarges

## Известные люди
- Томас Мюллер (футболист).